# Yacc
Yacc (yet another compiler-compiler) là phần mềm để phân tích ngữ pháp của phần mềm khác, dùng trong việc biên dịch từ ngôn ngữ bậc cao sang ngôn ngữ máy tính. Phần mềm này phân tích cách sắp xếp các ký tự được ghi trong ngôn ngữ bậc cao.